# RAST (serveur)
Le serveur RAST (acronyme de Rapid Annotations using Subsystems Technology) est un service en ligne pour l'annotation des génomes procaryotes (bactéries et archées) .

## Description
RAST est un service entièrement automatisé pour l'annotation des génomes bactériens et archéens. Il identifie les séquences codant des protéines, les gènes d'ARNr et ARNt. Il attribue également des fonctions aux gènes et prédit les sous-systèmes représentés dans le génome et utilise ces informations pour reconstruire le réseau métabolique. 
Le génome annoté peut être consulté dans un environnement qui prend en charge l'analyse comparative avec les génomes annotés maintenues dans l'environnement SEED (une plateforme qui fournit des annotations génomiques précises et cohérentes sur des milliers de génomes afin de permettre l'annotation de novo).